# Olympia LePoint
Pour les articles homonymes, voir LePoint.
Vous pouvez aider à l'améliorer ou bien discuter des problèmes sur sa page de discussion.
- Son texte doit être wikifié : il ne correspond pas à la mise en forme Wikipédia (style, typographie, liens internes, liens entre les wikis, etc.). (Marqué depuis octobre 2024)
- Il n’est pas rédigé dans un style encyclopédique. (Marqué depuis octobre 2024)
- Il est orphelin : moins de trois articles lui sont liés. Aidez à ajouter des liens en plaçant le code [[Olympia LePoint]] dans les articles relatifs au sujet. (Marqué depuis octobre 2024)

Olympia LePoint est une mathématicienne américaine, auteur et conférencière, connue pour son travail dans les domaines des mathématiques et des sciences. Elle a apporté des contributions significatives à l'éducation et a inspiré de nombreuses personnes grâce à son histoire de surmontement des obstacles pour réussir dans un domaine traditionnellement masculin,.

## Jeunesse et éducation
Née le 14 mars 1978 à Los Angeles, Californie, Olympia LePoint a fait face à de nombreux défis durant son enfance, y compris un environnement familial difficile. Malgré ces obstacles, elle a excellé académiquement. Elle a fréquenté l’Université d'État de Californie à Northridge, où elle a obtenu un diplôme en mathématiques. Pendant ses études, elle a développé une passion pour l'enseignement et le partage de ses connaissances avec les autres.

## Carrière
LePoint a commencé sa carrière professionnelle en tant que scientifique chez la NASA, où elle a travaillé sur la modélisation mathématique complexe pour des missions spatiales. Son rôle consistait à appliquer des mathématiques avancées pour résoudre des problèmes critiques liés aux lancements de fusées et aux trajectoires. En plus de son travail dans l'aérospatial, LePoint s'est consacrée à l'éducation, enseignant les mathématiques dans diverses institutions et développant des programmes visant à autonomiser les élèves, en particulier les filles et les minorités sous-représentées dans les domaines STEM.
En plus de son travail en tant qu'éducatrice et scientifique, Olympia est une conférencière et elle est invitée comme expert. Elle a donné des discours lors de nombreuses conférences et événements, partageant son parcours et encourageant les autres à poursuivre leurs rêves en sciences et en technologie.